# Janomima
Janomima is een geslacht van vlinders van de familie Eupterotidae.

## Soorten
- J. dannfelti Aurivillius, 1893
- J. deduplicata Strand, 1911
- J. ibandana Dall'Asta, 1979
- J. karschi Weyman., 1903
- J. mariana White, 1843
- J. mesundulata Strand, 1911
- J. westwoodi Aurivillius, 1901